# S-ознаке
S-ознаке (фразе, изрази) су дефинисане четвртим анексом упутства Европске уније 67/548/EEC: Савети за безбедно руковање са опасним супстанцама и препаратима. Листа је обједињена и публикована у упутству 2001/59/EC, где могу да се нађу и преводи на друге језике који се користе у Европској унији. Ове ознаке су међународно усвојене, не само у Европи и постоје напори да се листа усклади у целом свету.  

## Листа
- (S1): Чувати закључано/обезбеђено
- (S2): Чувати даље од домашаја деце
- S3: Чувати на хладном месту
- S4: Чувати даље од простора у коме се борави
- S5: Садржај чувати у ... (погодну течност спецификује произвођач)
- S6: Чувати у ... (инертни гас спецификује произвођач)
- S7: Садржај чувати добро затворен
- S8: Садржај чувати на сувом
- S9: Садржај чувати на добро проветреном месту
- S12: Не остављати садржај отворен
- S13: Чувати подаље од хране, пића и хранилица за животиње
- S14: Чувати од ... (непожељни материјал идентификује произвођач)
- S15: Чувати од топлоте
- S16: Чувати од извора пламена - Забрањено пушење
- S17: Чувати од запаљивог материјала
- S18: Пажљиво руковати и отварати садржај
- S20: Приликом коришћења не сме да се једе и пије
- S21: Забрањено пушење приликом коришћења
- S22: Не удисати прах
- S23: Не удисати гас/дим/пару/спреј (одговарајућу реч спецификује произвођач)
- S24: Избегавати додир са кожом
- S25: Избегавати контакт са очима
- S26: Уколико садржај дође у контакт са очима, одмах испрати са много воде и затражити лекарску помоћ
- S27: Одмах скинути сву контаминирану одећу
- S28: Након додира са кожом, одмах испрати са много ... (спецификује произвођач)
- S29: Не бацати у водовод
- S30: Никада не додавати воду овом производу
- S33: Предузети мере предострожности од статичког електрицитета
- S35: Овај материјал и његов садржај морају бити безбедно одложени
- S36: Обући одговарајуће заштитно одело
- S37: Потребно је имати заштитне рукавице
- S38: У случају да вентилација није одговарајућа потребно је заштитити респираторне органе одговарајућом опремом
- S39: Потребна је заштита лица/очију
- (S40): За чишћење пода и читавог објекта контаминираног овим садржајем користити ... (спецификује произвођач)
- S41: У случају ватре и/или експлозије не удисати испарења
- S42: У току испаравања/распрскавања капљица потребно је заштитити респираторне органе одговарајућом опремом (одговарајућу реч спецификује произвођач)
- S43: У случају ватре користити ... (именовати прецизно тип апарата/опреме за гашење пожара. Уколико је гашење водом ризично додати - Никада не користити воду)
- S45: У случају несреће или уколико осетите да вам није добро потражите одмах лекарску помоћ (показати етикету где је то могуће)
- S46: У случају гутања одмах потражити лекарску помоћ и показати садржај или етикету
- S47: Чувати на температури која не прелази ...  (спецификује произвођач)
- S48: Чувати влажно уз помоћ ... (одговарајући материјал спецификује произвођач)
- S49: Чувати искључиво у одговарајућем паковању
- S50: Не мешати са ... (спецификује произвођач)
- S51: Користити само у добро проветреним просторијама
- S52: Не препоручује се за употребу на великим површинама у затвореном простору
- S53: Избегавати излагање-применити посебним инструкцијама пре коришћења
- S56: Одлагати материјал и његов садржај на безбедном месту или месту одређеном за одлагање те супстанце
- S57: Користити одговарајућу амбалажу како би се избегло загађивање природе
- S59: Потражити информације од произвођача/добављача у вези са обнављањем/рециклажом
- S60: Овај материјал и његов садржај морају бити одложени на безбедном месту
- S61: Избегавати ослобађање садржаја у животну средину. Користити информације са специјалне листе за безбедност
- S62: Уколико се прогута не изазивати повраћање: потражити одмах лекарску помоћ и показати садржај или етикету
- S63: У случају несреће услед удисања: извести унесрећеног на свеж ваздух и омогућити му да се поврати
- S64: Уколико се прогута, испрати уста водом (само ако је унесрећени свестан)

(Напомена: ознаке које недостају упућују на то да су или поништене или замењене другим ознакама.)

## Комбинације
- (S1/2): Чувати закључано и ван домашаја деце
- S3/7: Садржај чувати добро затворен на хладном
- S3/7/9: Садржај чувати добро затворен на хладном, добро проветреном месту
- S3/9/14: Чувати на хладном, добро проветреном месту, даље од ... (непожељни материјал идентификује произвођач)
- S3/9/14/49: Чувати искључиво у оригиналном паковању на хладном, добро проветреном месту, даље од ... (непожељни материјал идентификује произвођач)
- S3/9/49: Чувати искључиво у оригиналном паковању на хладном, добро проветреном месту
- S3/14 Чувати на хладном месту даље од ... (непожељни материјал идентификује произвођач)
- S7/8: Садржај чувати добро затворен на сувом
- S7/9: Садржај чувати добро затворен на добро проветреном месту
- S7/47: Садржај чувати добро затворен на температури не изнад ... °C (спецификује произвођач)
- S20/21: Приликом коришћења не јести, пити или пушити
- S24/25: Избегавати контакт са кожом и очима
- S27/28: Ако садржај дође у контакт са кожом, одмах скинути сву контаминирану одећу и опрати се са много ... (спецификује произвођач)
- S29/35: Не бацати у водовод; одложити овај материјал и његов садржај на безбедан начин
- S29/56: Не бацати у водовод; одложити овај материјал и његов садржај на безбедно место или место одређено за одлагање таквог материјала
- S36/37: Носити одговарајуће заштитно одело и рукавице
- S36/37/39: Носити одговарајуће заштитно одело и рукавице и заштитити лице/очи
- S36/39: Носити одговарајуће заштитно одело и заштитити лице/очи
- S37/39: Носити заштитне рукавице и заштитити лице/очи
- S47/49: Чувати искључиво у оригиналном паковању на температури која не прелази ...  (спецификује произвођач)